# Kanton Illkirch-Graffenstaden
Kanton Illkirch-Graffenstaden (fr. Canton d'Illkirch-Graffenstaden) je francouzský kanton v departementu Grand Est v regionu Grand Est. Tvoří ho čtyři obce. Před reformou kantonů 2014 ho tvořily 3 obcw.

## Obce kantonu
od roku 2015:
- Eschau
- Illkirch-Graffenstaden
- Ostwald
- Plobsheim

před rokem 2015:
- Illkirch-Graffenstaden
- Lingolsheim
- Ostwald